# Villeblevin
Villeblevin is een gemeente in het Franse departement Yonne (regio Bourgogne-Franche-Comté) en telt 1708 inwoners (2005). De plaats maakt deel uit van het arrondissement Sens.

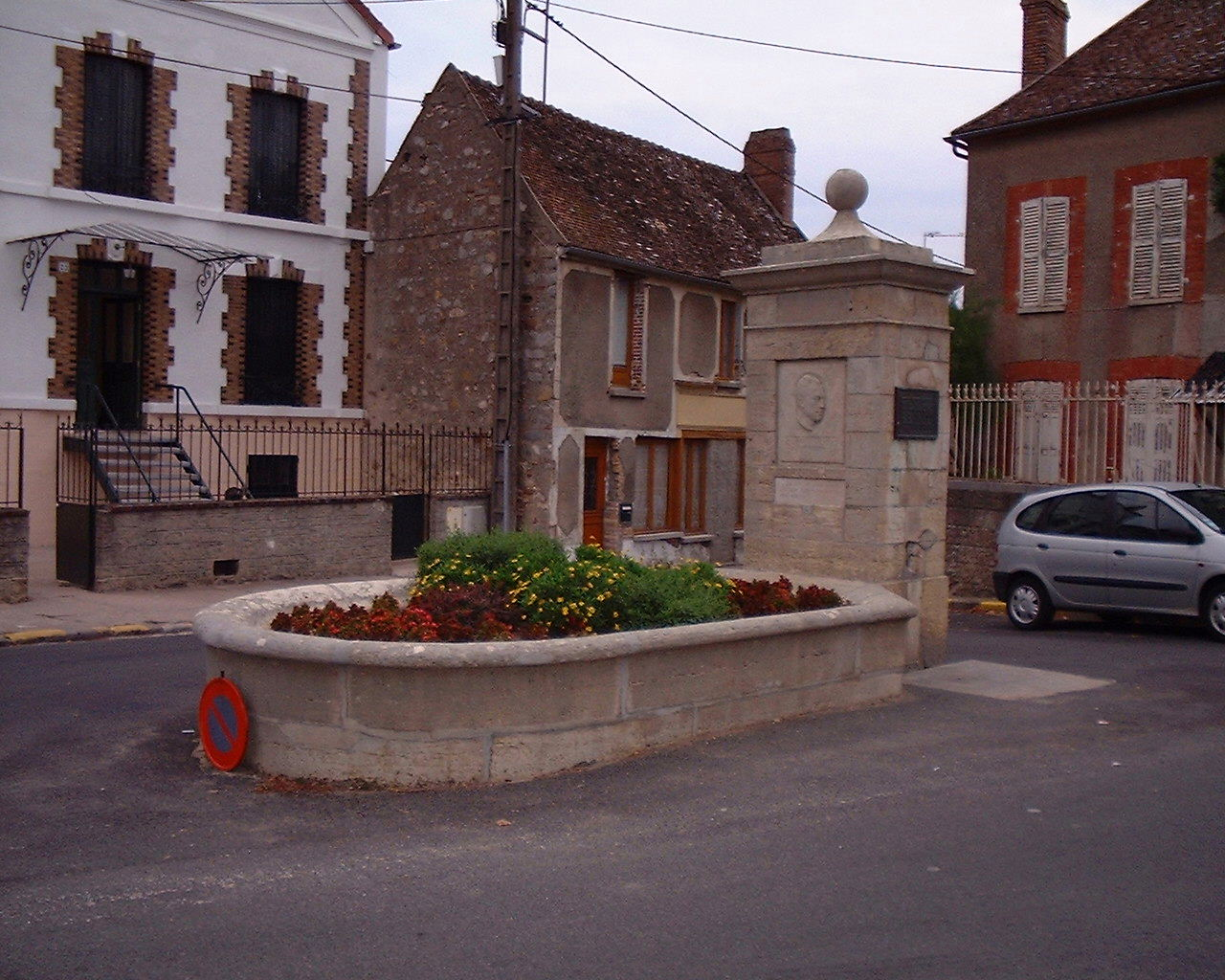
Monument Albert Camus

## Geografie
De oppervlakte van Villeblevin bedraagt 7,4 km², de bevolkingsdichtheid is 230,8 inwoners per km².
De onderstaande kaart toont de ligging van Villeblevin met de belangrijkste infrastructuur en aangrenzende gemeenten.

## Demografie
Onderstaande figuur toont het verloop van het inwonertal (bron: INSEE-tellingen).

## Overleden
De Franse schrijver Albert Camus overleed op 4 januari 1960 in Villeblevin,  toen de Facel Vega waarin hij op weg was naar Parijs, verongelukte. Ook de bestuurder, Camus' vriend Michel Gallimard, kwam om het leven.